# Zápas o titul mistryně světa v šachu 1959–1960
Pátý zápas o titul mistryně světa v šachu byl prvním po 2. světové válce, ve kterém mistryně světa titul obhájila. Zápas se uskutečnil od 4. prosince 1959 do 4. ledna 1960 v Moskvě v Sovětském svazu. Mistryně světa Jelizaveta Bykovová se střetla s vyzývatelkou Kirou Zvorykinovou. Hlavní rozhodčí byla Vera Čudovová, sekundantem Bykovové Michail Judovič a sekundantem Zvorykinové Alexej Suetin. Po devíti partiích vedla Bykovová jen o jediný bod. Pak přišla série 3 výher v řadě v podání Bykovové a zápas zakončila remízou ve 13. partii. Zvítězila 8,5:4,5, když ze 13 partií pět skončilo remízou.

## Tabulka
| č. | Šachistka           | Země          | 1 | 2 | 3 | 4 | 5 | 6 | 7 | 8 | 9 | 10 | 11 | 12 | 13 |  | + | − | = | Body |
| -- | ------------------- | ------------- | - | - | - | - | - | - | - | - | - | -- | -- | -- | -- |  | - | - | - | ---- |
| 1  | Jelizaveta Bykovová | Sovětský svaz | 0 | 1 | ½ | 1 | 0 | ½ | 1 | ½ | ½ | 1  | 1  | 1  | ½  |  | 6 | 2 | 5 | 8,5  |
| 2  | Kira Zvorykinová    | Sovětský svaz | 1 | 0 | ½ | 0 | 1 | ½ | 0 | ½ | ½ | 0  | 0  | 0  | ½  |  | 2 | 6 | 5 | 4,5  |